# Leopoldo IV de Austria (Babenberg)

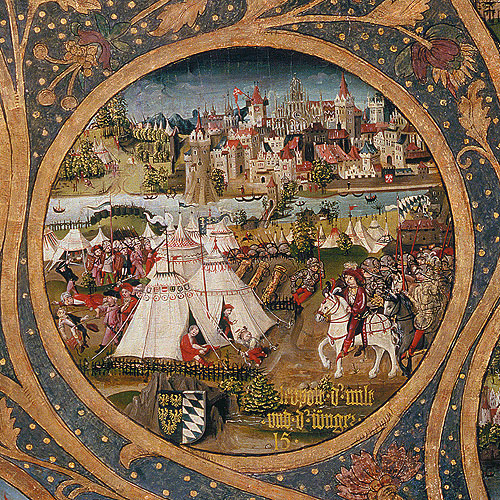
Leopoldo IV durante el asedio de Ratisbona.

Leopoldo IV, el Generoso (nacido hacia 1108; fallecido el 18 de octubre de 1141) fue margrave de Austria desde 1136 y duque de Baviera desde 1139 hasta su muerte.
Era el hijo más joven del margrave Leopoldo III el Santo. Se desconoce por qué se convirtió en heredero del margrave en lugar de sus hermanos mayores Adalberto y Enrique Jasomirgott.
A través de su madre Inés de Alemania estaba emparentado con la dinastía de los Hohenstaufen. Durante su enfrentamiento con sus rivales de la familia Welfen recibió Baviera, que anteriormente había sido un dominio de los güelfos como feudo por el emperador Conrado III. Leopoldo se convirtió en duque de Baviera y su hermano Otto se convirtió en obispo.
El acto más importante de su breve reinado fue el Intercambio de Mautern realizado con el obispo de Passau en 1137. El obispo recibió la Iglesia de San Pedro en Viena mientras el margrave recibía a cambio tierras del episcopado fuera de las murallas de la ciudad, con la notable excepción del lugar donde se construiría una nueva iglesia, la Catedral de San Esteban.
Leopoldo murió en Niederaltaich, Baviera de forma inesperada y fue sucedido por su hermano Enrique.